# Brunnstorpsnäs
Brunnstorpsnäs är en småort i Göteborgs kommun i Västra Götalands län. Orten har 87 invånare (2023). Den är belägen i den tidigare Säve socken vid Nordre älvs strand på Hisingen, två kilometer nordväst om Säve. Kornhalls färja går härifrån över älven till Kornhall i Kungälvs kommun.